# Молодёжные Дельфийские игры России
Молодёжные Дельфийские игры России проводятся Национальным Дельфийским советом России, начиная с IV игр — также под патронатом Международного Дельфийского комитета. Молодёжные Дельфийские игры России появились в 1999 году и проходили раз в 2 года, а с 2005 года — ежегодно. Проводятся каждый раз в разных городах страны. Название «Молодёжные Дельфийские игры России» устоялось только с III игр, I игры назывались «Российские молодёжные Дельфийские игры», II — «Всероссийские молодёжные Дельфийские игры».

## Формат проведения
Дельфийские игры — комплексные соревнования среди деятелей искусств высокого уровня мастерства.
Игры являются крупным мероприятием (более 2000 участников), проходящим в течение 6—7 дней. Игры состоят из: официальной церемонии открытия, конкурсной и фестивальной программ, международной конференции, дня делегаций, официальной церемонии закрытия и гала-концерта победителей.
В Играх участвуют как коллективы, так и сольные исполнители, прошедшие отбор на региональном уровне и сформированные в сборные команды субъектов федерации.
Возраст участников на момент проведения:
- Дельфийских игр — любой;
- Молодёжных Дельфийских игр — от 10 лет до 25 лет (в рамках номинаций может быть предусмотрено разделение на возрастные группы).

| День | Мероприятия |
| ---- | --- |
| 1—2  | Заезд и аккредитация участников и гостей Игр |
| 2—5  | Репетиции, конкурсная и фестивальная программа Игр |
| 2    | Официальное открытие Игр: театрализованное представление, состоящее из 3 разделов: история Дельфийских игр, официальная часть (включающая выступления VIP-гостей и официальных лиц, поднятие флага, и зажжение факела), демонстрация культурных традиций принимающей стороны. |
| 4    | Международная конференция |
| 5    | Официальное закрытие Игр (Гала-концерт победителей и призёров Игр) |
| 6    | Отъезд участников и гостей Игр |

Игры проводятся в разных городах. Для проведения конкурсов по различным номинациям предоставляются лучшие объекты культуры (консерватории, концертные залы, театры, и проч.) — все номинации проводятся на отдельных площадках, иногда одновременно.
В рамках Дельфийских игр отработаны соревнования по 48 номинациям: альт, фортепиано, скрипка, баян/аккордеон, балалайка, виолончель, валторна, флейта, труба, кларнет, домра, саксофон, ударные инструменты, академическое пение, сольное народное пение, ансамблевое народное пение, эстрадное пение, авторская песня, фольклорные ансамбли, классический танец, современный танец, народный танец, театр, джаз, художественное чтение, пантомима, цирковое искусство, ди-джей, фотография, изобразительное искусство, граффити, веб-дизайн, тележурналистика, искусство воспитания, телевидение, мультипликация, короткометражный художественный фильм, скульптура, архитектура, ландшафтный дизайн, кулинарное искусство, дизайн одежды, парикмахерское искусство, флористика, социальная реклама, сохранение народных художественных промыслов, народные инструменты, электронный клавишный инструмент.
В жюри, формируемое по каждой дисциплине, входят видные деятели культуры и искусства, около 100—150 человек.
Жюри определяет победителей и призёров по номинациям конкурсной и фестивальной программ Игр, которые награждаются на официальных церемониях медалями и дипломами с символикой Игр.
Организацию и проведение Игр осуществляют совместно Дельфийская организация принимающей стороны, государственные и муниципальные органы власти при поддержке заинтересованных организаций. Руководство подготовка и проведение Игр осуществляются Организационным комитетом и Дирекцией.

## I (1999, Саратов)
С 17 по 21 ноября 1999 года в Саратове прошли I Российские молодёжные Дельфийские игры, в которых приняли участие более 2400 дельфийцев из 77 регионов Российской Федерации. В конкурсную и фестивальную программу Игр были включены 24 номинации. Были введены такие номинации, как литературный перевод и веб-дизайн.
Национальный Дельфийский совет России совместно с министерствами культуры и образования Российской Федерации, Федерацией независимых профсоюзов России, Госкоммолодёжи и Государственным Российским Домом народного творчества провели работу по организации форума искусств. Игры были отмечены Президентом Российской Федерации, а также рядом видных политических деятелей России, и вошли в План основных мероприятий Российского организационного комитета по подготовке к встрече третьего тысячелетия как составная часть Программы «Молодёжь России — шаг в XXI век».
В конкурсной и фестивальной программе Игр приняли участие сольные исполнители и творческие коллективы, возраст участников которых варьировался от 10 лет до 21 года.

## II (2001, Смоленск)
С 21 по 26 сентября 2001 года в городе-герое Смоленске состоялись II Всероссийские молодёжные Дельфийские игры «Мы помним…». Подготовку и проведение мероприятия осуществили совместно Национальный Дельфийский совет России (НДС России), администрации Смоленской области и Смоленска при поддержке Российского организационного комитета «Победа». В качестве международных наблюдателей на играх присутствовала делегация во главе с членом правления НДС Японии Йоко Икэно.
Программа Вторых Всероссийских молодёжных Дельфийских игр «Мы помним…» состояла из официальной церемонии открытия, конкурсной программы, круглого стола и церемонии закрытия. Конкурсная программа Игр включала в себя 14 номинаций: фортепиано; скрипка; баян; эстрадное пение; народное пение; эстрадный танец; театр; художественное чтение; фото; журналистика; диджей; духовые инструменты; плакат; граффити. В Играх приняло участие 1.007 молодых деятелей искусств из 53 субъектов Российской Федерации в возрасте от 10 до 21 года.

## III (2003, Волгоград)
С 16 по 22 мая 2003 года в городе-герое Волгограде прошли III молодёжные Дельфийские игры России. Подготовку и проведение мероприятия осуществили совместно Национальный Дельфийский совет России (НДС России), Администрация Волгоградской области при поддержке Российского организационного комитета «Победа», Министерства образования Российской Федерации, Министерства культуры Российской Федерации и Олимпийского комитета России.
1692 дельфийца в возрасте от 10 лет до 21 года 69 регионов России соревновались в таких номинациях как: фортепиано, скрипка, баян, духовые инструменты, пение, эстрадный танец, народный танец, театр, диджей, фотография, граффити, веб-дизайн, журналистика, и других. В состав жюри, сформированных по каждой номинации, вошли видные деятели культуры России, в числе которых народная артистка России, доцент кафедры академического пения Московского Государственного института музыки им. А. Шнитке Л. П. Абрамова; заслуженный деятель искусств России, профессор, проректор Московского государственного академического художественного института им. В. И. Сурикова М. Н. Аввакумо, и другие.

## IV (2005, Рязань)
В Рязани со 2 по 7 мая 2005 года прошли IV молодёжные Дельфийские игры России «Мы помним…», посвящённые Великой Победе. В Играх приняло участие 1496 человек из 58 субъектов Российской Федерации.
Конкурсная программа Игр, в которой приняли участие юные дельфийцы в возрасте от 10 лет до 21 года (в ряде номинаций было предусмотрено разделение на две возрастные группы) состояла из 21 номинации: фортепиано, скрипка, баян, флейта, эстрадное пение, народное пение, академическое пение, эстрадный танец, народный танец, театр, художественное чтение, цирк, диджей, фотография, плакат, граффити, веб-дизайн, журналистика, телевидение, кулинарное искусство, парикмахерское искусство (три последние проводились на Дельфийских играх впервые).

## V (2006, Красноярск)
Юбилейные V молодёжные Дельфийские игры России «Вместе лучше!» прошли с 19 по 24 мая 2006 года в Красноярске. Игры были посвящены 15-летию образования Содружества Независимых Государств и проводились в связи с объявлением Решением Совета глав государств СНГ 2006 года Годом Содружества Независимых Государств, а также в ознаменование 60-летия создания ЮНЕСКО. В соревнованиях участвовали 1882 дельфийца в возрасте от 10 до 25 лет (средний возраст 18 лет), сформированные в сборные от 59 субъектов Российской Федерации. Пятые молодёжные Дельфийские игры России «Вместе лучше!» прошли под патронатом Международного Дельфийского комитета. Конкурсная и фестивальная программы Игр состояли из 24 номинаций, среди них три не проводившихся до этого: авторская песня, социальная реклама, сохранение народных художественных промыслов.

## VI (2007, Ярославль)
С 18 по 23 мая 2007 года в Ярославской области состоялись VI молодёжные Дельфийские игры России «Великие даты. Великие люди». Игры были приурочены к началу празднования 1000-летия Ярославля и посвящены знаменательным событиям эры освоения человеком космического пространства, таким как 50 лет с момента запуска первого искусственного спутника Земли, 100 лет со дня рождения главного конструктора первых ракетно-космических систем Сергея Павловича Королёва, 150 лет основоположника теоретической космонавтики Константина Эдуардовича Циолковского.
Игры состоялись под патронатом Международного Дельфийского комитета и под эгидой Комиссии Российской Федерации по делам ЮНЕСКО. В ходе церемоний Открытия, Закрытия и гала-концерта, при полных трибунах (9 тыс. человек) зрители увидели парад номинаций и субъектов Российской Федерации, церемонию подъёма Государственного флага Российской Федерации и Дельфийского флага, зажжение Дельфийского огня, театрализованное представление лучших сольных и коллективных исполнителей Ярославской области, выступление чемпионов разных лет и золотых медалистов Шестых молодёжных Дельфийских игр России.
В конкурсной и фестивальной программах Игр, которые состояли из 26 номинаций участвовали 2184 дельфийца в возрасте от 10 до 25 лет, сформированные в сборные от 77 субъектов Российской Федерации.

## VII (2008, Новосибирск)
С 16 по 21 мая 2008 года в Новосибирске прошли VII молодёжные Дельфийские игры России «В семье наше будущее!», посвящённые Году семьи, проводимому в 2008 году в Российской Федерации в соответствии с Указом Президента Российской Федерации от 14 июня 2007 года № 761. В соревнованиях участвовали 2237 дельфийца в возрасте от 10 до 25 лет (около 70 % участников — старше 17 лет), сформированные в сборные от 74 субъектов Российской Федерации. Отборочные туры в форме малых Дельфийских игр; городских, областных, краевых, республиканских конкурсов и т. п. прошли по всей стране.
Игры проходили под патронатом Международного Дельфийского комитета и под эгидой Комиссии Российской Федерации по делам ЮНЕСКО, при содействии Совета Европы. Конкурсная и фестивальная программы Игр состояли из 26 народных, классических и современных номинаций. В большинстве из них было предусмотрено разделение на две или три возрастные группы. Усложнились программные требования выступлений, в частности, в номинации «фортепиано» в третьем туре конкурсанты играли с симфоническим оркестром, что позволило существенно повысить профессиональный уровень соревнующихся.
Для всех видов соревнований были определены отдельные площадки из числа лучших объектов культуры города: Новосибирский государственный академический театр оперы и балета, Новосибирская государственная консерватория (академия) им. М. И. Глинки и Новосибирский академический молодёжный театр «Глобус».

## VIII (2009, Самара)
С 15 по 20 мая 2009 года в Самаре состоялись VIII молодёжные Дельфийские игры России «Молодость России», посвящённые Году молодёжи и 10-летию создания Национального Дельфийского совета России. В соревнованиях участвовали 2092 участника в возрасте от 10 до 25 лет, сформированные в сборные от 75 субъектов Российской Федерации.
Игры проводились под патронатом Международного Дельфийского комитета и под эгидой Комиссии Российской Федерации по делам ЮНЕСКО. Подготовку и проведение Игр осуществили совместно Национальный Дельфийский совет России (НДС России) и Правительство Самарской области при поддержке Министерства спорта, туризма и молодёжной политики Российской Федерации, Министерства культуры Российской Федерации, Министерства образования и науки Российской Федерации.
Конкурсная и фестивальная программы Игр состояли из 26 народных, классических и современных номинаций.
В состав жюри, сформированных по каждой номинации, вошли видные деятели культуры (общее количество — 79 человек). Звания народный и заслуженный артист России, заслуженный деятель искусств, работник культуры, художник, деятель науки России имели 62 человека, а академиками, профессорами и доцентами являлся 41 человек.
Было осуществлено комплексное праздничное оформление города.

## IX (2010, Московская область)
Со 2 по 7 мая 2010 года в Московской области прошли IX молодёжные Дельфийские игры России «Мы помним…», посвящённые 65-й годовщине Победы в Великой Отечественной войне.
Игры включили в себя 26 номинаций. В Играх было запланировано участие более 2 тысяч молодых людей из 70 субъектов Российской Федерации.

## X (2011, Тверь)
X Молодёжные Дельфийские игры России «Искусство, Молодость, Талант» прошли с 13 по 18 мая 2011 года в Твери. Игры были посвящены 20-летию образования СНГ и волонтерству. В них приняли участие более двух тысяч человек, которые соревновались в 26 номинациях. Организацию и Игр осуществили совместно Национальный Дельфийский совет России, Администрация Тверской области, Министерство культуры Российской Федерации, Министерство спорта, туризма и молодёжной политики Российской Федерации, Федерация независимых профсоюзов России при поддержке Министерства образования и науки Российской Федерации и т. д. Игры прошли под патронатом Международного Дельфийского комитета и под эгидой Комиссии Российской Федерации по делам ЮНЕСКО.
Впервые на играх была организована специальная «Дельфийская деревня», которая расположилась на семи четырёхпалубных теплоходах, ставших пансионами для участников на время проведения игр.
В общекомандном зачёте по итогам победителями стали представители Новосибирска, второе место заняла команда из Твери, а третье место заняла делегация из Самары.

## XI (2012, Москва)
XI молодёжные Дельфийские игры России прошли с 29 апреля по 3 мая 2012 года в Москве. Игры были проведены под патронатом МДК и под эгидой Комиссии Российской Федерации по делам ЮНЕСКО. Согласно положению, основные темы мероприятий Игр — «Искусство против наркотиков!» и «2012 год — год российской истории». Игры прошли по 23 конкурсным и 3 фестивальным номинациям.
В регионах РФ с января 2012 года начали проводиться т. н. Малые Дельфийские игры, по результатам которых будут составлены делегации для участия в XI играх. Для проведения Малых Дельфийских игр, отборочных туров, подачи заявок на участие в Играх, формирования и направления делегаций в каждом субъекте Российской Федерации работают межведомственные рабочие группы.
В составах сборных от 77 регионах Российской Федерации в соревнованиях приняли участие 1726 юных деятелей искусств.
По результатам общекомандного первенства победителем XI Дельфийских игр была объявлена делегация из Новосибирской области.

## XII (2013, Новосибирск)
XII молодёжные Дельфийские игры России состоялись в Новосибирске с 16 по 21 мая 2013 года. В рамках Культурного проекта «Дельфийский Новосибирск — 2013» впервые параллельно прошли молодёжные Дельфийские игры России и Восьмые открытые молодёжные Дельфийские игры государств-участников СНГ. Игры прошли под патронатом Международного Дельфийского комитета и под эгидой Комиссии Российской Федерации по делам ЮНЕСКО.
В Играх приняли участие 2193 дельфийца в возрасте от 10 до 25 лет из 80 субъектов Российской Федерации, соревнования проходили по 28 номинациям классического, народного и современного видов искусства. Номинация фольклорные ансамбли, включённая в программу Игр, проводилась впервые.
Из числа победителей Дельфийских игр России была сформирована сборная, которая представляла Россию на Играх государств-участников СНГ, проходивших в Новосибирске в это же время.
По результатам командного первенства Двенадцатых молодёжных Дельфийских игр России среди субъектов Российской Федерации 1-е место — Новосибирская область, 2-е место — Самарская область, 3-е место — Московская область, 4-е место Пермский край, 5-е место — Москва, 6-е место — Красноярский край.

## XIII (2014, Волгоград)
Со 2 по 7 мая 2014 года в Волгограде прошли XIII молодёжные Дельфийские игры России. Игры были включены в План основных мероприятий по проведению в России Года культуры.
В Играх приняли участие 2338 человек и около 150 членов жюри из 81 субъекта Российской Федерации.
Конкурсная и фестивальная программа прошла по 29 номинациям по народным, классическим и современным видам искусств. По итогам соревнований — 120 лауреатов будут выдвинуты Национальным Дельфийским советом России на премии, учреждённые Указом Президента Российской Федерации от 6 апреля 2006 года № 325 «О мерах государственной поддержки талантливой молодёжи».
По результатам командного первенства XIII молодёжных Дельфийских игр России среди субъектов Российской Федерации 1-е место завоевала делегация Москвы, 2-е место — Самарской области, 3-е место — Пермского края, 4-е место — Красноярского края, 5-е место — Волгоградской области, 6-е место — Новосибирской области.
Во время игр на интернет-телевидения «Дельфик ТВ» (www.delphic.tv) была организована онлайн-трансляция всех событий Игр, а также впервые на массовых мероприятиях Игр было представлено интернет-радио «Дельфик ФМ» (www.delphic.fm).

## XIV (2015, Орёл)
С 1 по 6 мая 2015 года в Орле прошли XIV молодёжные Дельфийские игры России, посвященные 70-летию Победы в Великой Отечественной войне 1941—1945 годов и Году литературы в Российской Федерации.
В играх России приняли участие более 1700 юных деятеля искусств из 71 субъекта Российской Федерации в возрасте от 10 до 25 лет.
Конкурсная и фестивальная программы состояли из 27 номинаций классического, народного и современного искусства. Из числа победителей Четырнадцатых молодёжных Дельфийских игр России была сформирована сборная, представлявшая Россию на юбилейных Десятых Играх государств-участников СНГ, проходивших в Орле в это же время.
По результатам командного первенства Четырнадцатых молодёжных Дельфийских игр России среди субъектов Российской Федерации 1-е место завоевала делегация Новосибирской области, 2-е место — Москвы, 3-е место — Самарской области, 4-е место — Пермского края, 5-е место — Орловской области, 6-е место — Московской области.
В тройку лидеров командного первенства по федеральным округам Российской Федерации вошли: Центральный федеральный округ, Приволжский федеральный округ Сибирский федеральный округ.
Игры получили патронат Международного Дельфийского комитета и эгиду Комиссии РФ по делам ЮНЕСКО.

## XV (2016, Тюмень)
С 22 по 27 апреля 2016 года в Тюменской области прошли Пятнадцатые молодежные Дельфийские игры России. В 29 номинациях по народным, классическим и современным видам искусств участвовало 1806 человек из 68 субъектов России.
По результатам предварительно проведенного опроса Центром мониторинга социальных процессов более 300 тысяч жителей Тюменской области знали о приближающихся Пятнадцатых молодежных Дельфийских играх России до их открытия.
В числе иностранных гостей на Игры прибыли председатель IOVАвстрии Х. Хольц, наблюдатель Международного Дельфийского комитета в Австрии и Словакии, председатель международного жюри Дельфийских игр в номинации «Эстрадное пение» Й. Ивашка, наблюдатель Международного Дельфийского комитета в Словакии, председатель Союза фотографов Словакии Л. Шмида, Председатель Национального Дельфийского совета ЮАР С. Дламини.
В память о проведенных молодёжных Дельфийских игр в Тюмени была высажена Дельфийская рябиновая аллея, а также конкурсанты устроили грандиозный флешмоб в центре города, в рамках которого была сделана коллективная фотография участников.
По результатам командного первенства 1-е место завоевала делегация Тюменской области, 2-е место — Новосибирской области, 3-е место — Пермского края, 4-е место — Красноярского края, 5-е место — Московской области, 6-е место — Свердловской области.

## XVI (2017, Екатеринбург)
С 18 по 23 апреля 2017 года в Свердловской области состоялись Шестнадцатые молодежные Дельфийские игры России.
В Играх приняли участие 2125 молодых людей в возрасте от 10 до 25 лет в составе делегаций из 76 субъектов Российской Федерации и всех федеральных округов.
Конкурсная и фестивальная программы включили 30 номинаций по классическим, народным и современным видам искусств.
В рамках Церемонии закрытия были объявлены шесть лидеров официального командного первенства: шестое место завоевала делегация Пермского края, пятое — Тульской области, четвертое — Самарской области, третье — Новосибирской области, второе — Свердловской области, первое — города Москвы.

## XVII (2018, Владивосток)
С 20 по 25 апреля 2018 года состоялись Семнадцатые молодежные Дельфийские игры России, в этом году Игр проходили в Приморском крае (г. Владивосток). Мероприятия Игр были приурочены к Году добровольца (волонтера) в Российской Федерации, проводимому во исполнение Указа Президента Российской Федерации от 6 декабря 2017 года № 583.
1866 человек из 70 субъектов приняли участие в Семнадцатых молодежных Дельфийских играх России.
Состязания состояли из 31 всероссийского конкурса по классическим, народным и современным видам искусств: фортепиано, скрипка, театр, художественное чтение, изобразительное искусство, балалайка, домра, баян/аккордеон, классическая гитара, саксофон, флейта, электронный клавишный инструмент, академическое пение, сольное народное пение, ансамблевое народное пение, эстрадное пение, классический танец, народный танец, современная хореография (4 направления), тележурналистика, фотография, ди-джей, кулинарное искусство, парикмахерское искусство, дизайн одежды, искусство воспитания, открытая номинация, художественные ремесла, народные инструменты, цирк, а также визуализация и презентация научного исследования, организованная впервые, в партнерстве с ВЦИОМ.
По итогам Семнадцатых молодежных Дельфийских игр России 1-е место завоевала делегация Москвы, 2-е место — Пермского края, 3-е место — Новосибирской области, 4-е место — Приморского края, 5-е место — Самарской области, 6-е место — Московской области.

## XVIII (2019, Ростов-на-Дону)
C 19 по 24 апреля 2019 года в Ростовской области прошли Восемнадцатые молодежные Дельфийские игры России. В год 20-летия Дельфийских игр тематика мероприятия была связана с Годом театра в России и Десятилетием детства в России, объявленными указами Президента Российской Федерации, Годом народного творчества в Ростовской области, празднованием 270-летия города Ростова-на-Дону.
В Играх впервые принимали участие представители всех 85 регионов Российской Федерации — 2459 человек.
В преддверии Игр было проведено исследование ВЦИОМ, которое показало рост в 1,5 раза информированности россиян о Дельфийских играх — с 18 % в 2016 году до 27 % в 2019 году.
Волонтерский корпус Игр составил более 500 человек. До мероприятия все они прошли отбор, по итогам состоялась профильная подготовка по всем направлениям.
В этом году конкурсная и фестивальная программа Дельфийских игр претерпела ряд изменений. Помимо основных номинаций «Фортепиано», «Скрипка», «Театр», «Художественное чтение», «Изобразительное искусство», «Балалайка», «Домра», «Баян/аккордеон», «Классическая гитара», «Саксофон», «Флейта», «Электронный клавишный инструмент», «Академическое пение», «Сольное народное пение», «Ансамблевое народное пение», «Эстрадное пение», «Классический танец», «Народный танец», «Современная хореография», «Тележурналистика», «Фотография», «Кулинарное искусство», «Парикмахерское искусство», «Дизайн одежды», «Искусство воспитания», «Художественные ремесла», «Народные инструменты», в этому году номинация «Визуализация и презентация научного исследования», организованная в 2018 году в партнерстве с ВЦИОМ была расширена, также впервые в партнерстве с Роскомнадзором была проведена номинация «Защита персональных данных». Цель номинации — повышение цифровой грамотности у широких слоев населения, профориентация, выявление талантливых молодых специалистов информационной сферы.
В ходе Игр в Ростовской области было разыграно 64 комплекта наград. Победителям и призерам Восемнадцатых молодежных Дельфийских игр России в установленном порядке будут вручаться премии для поддержки талантливой молодежи за счет средств гранта Президента Российской Федерации на развитие гражданского общества, предоставленного Фондом президентских грантов.
По результатам Восемнадцатых молодежных Дельфийских игр России 6-е место завоевала делегация Самарской области, 5-е место — Пермского края, 4-е место — Новосибирской области, 3-е место — Санкт-Петербурга, 2-е место — Москвы, 1-е место — Ростовской области.

## XIX (2020)
Девятнадцатые молодежные Дельфийские игры России, ставшие первым дельфийским мероприятием, проведенным полностью в дистанционном формате, состоялись с 6 по 11 ноября 2020 года. Основным информационно-организационным ресурсом выбран Телеграм-канал Дельфийских игр. В состязаниях по 30 номинациям классического, народного и современного искусства приняли участие 1706 человек в составе делегаций из 72 субъектов Российской Федерации.
Дельфийские игры-2020 стали первым мероприятием с «нулевыми социальными контактами». Практически все процессы Дельфийских игр были трансформированы так, чтобы они сохраняли свою суть, но при том были органично встроены в цифровую среду: был полностью «пересобран» процесс проведения номинаций, работы жюри. Также претерпел изменения процесс награждения — оформление всех наград происходило в электронном виде: свидетельств, дипломов, удостоверений к медалям. Сами медали, вручаемые победителям и призерам, были разосланы в виде файла для последующей печати на 3D-принтере.
Завершающее событие Телеграм гала-концерт Девятнадцатых молодежных Дельфийских игр России также прошел в дистанционной форме. В течение 9 часов демонстрировались выступления и работы лауреатов Игр, представивших все субъекты Российской Федерации, дельфийцы которых завоевали золотые медали.

## XX (2021, Пермский край)
С 21 по 26 мая 2021 года в Пермском крае состоялись Юбилейные Двадцатые молодежные Дельфийские игры России. 2021 год объявлен Годом науки и технологий в Российской Федерации, в связи с этим данная тематика нашла отражение в официальных, соревновательных и научно-практических мероприятиях Игр. Одновременно мероприятие было посвящено приближающемуся 300-летию основания города Перми.
В Играх приняли участие 1947 человек из 65 субъектов Российской Федерации.
В рамках противодействия распространению новой коронавирусной инфекции COVID-19 были приняты специальные меры, в том числе обязательное ПЦР-тестирование всех участвовавших в мероприятии лиц и проведение номинаций без присутствия зрителей на площадках.
В этом году конкурсная и фестивальная программа включила в себя 28 номинаций, в числе которых фортепиано, скрипка, эстрадное пение, народный танец, парикмахерское искусство, защита персональных данных, искусство воспитания, визуализация и презентация научного исследования и пр.
В рамках Двадцатых молодежных Дельфийских игр России прошла Международная конференция. Наряду с российскими экспертами в работе Конференции приняли участие Александрос Кириакидис, Советник Мэра города Дельфы (Греческая Республика) и Анисет Габриэль Кочофа, Чрезвычайный и Полномочный Посол Республики Бенин, которые в своих выступлениях отметили значимость Дельфийских игр в деле поиска молодых талантов и развития межкультурного диалога на международном уровне.
С 20 по 22 мая 2021 года в Кудымкаре (Пермский край) в рамках Международной конференции России прошел Первый финно-угорский Дельфийский кубок. В мероприятии приняло участие 10 команд. Победителем стала сборная Республики Карелия.
По результатам командного первенства 6-е место завоевала делегация Санкт-Петербурга, 5-е место — Красноярского края, 4-е место — Самарской области, 3-е место — Московской области, 2-е место — Новосибирской области, 1-е место — Пермского края.

## XXI (2022, Красноярский край)
XXI молодежные Дельфийские  игры России прошли в Красноярске с 22 по 27 апреля 2022 года. Они стали крупнейшим дельфийским мероприятием за всю историю как по количеству участников – 2783 человека из 79 субъектов России, по числу номинаций -  34 дисциплины художественного, профессионального и научно-технического творчества, так и по количеству разыгранных наград – 106 комплектов.
Дельфийские игры на территории Красноярского края проходят во второй раз – до этого состязания проходили в регионе в 2006 году.

Проведение XXI молодежных Дельфийских игр России было направлено на содействие реализации Указа Президента Российской Федерации от 30 декабря 2021 года № 745 «О проведении в Российской Федерации Года культурного наследия народов России». Особое внимание в ходе мероприятия было уделено 200-летию основания Енисейской губернии и предстоящему празднованию 400-летия Красноярска.
В программу соревнований были включены новые номинации – «Эпидемиология и биоинформатика», проводимая во взаимодействии с Роспотребнадзором и приуроченная к 100-летию санитарно-эпидемиологической службы России, и «Научно-популярный видеоблогинг», организованная совместно с Российским обществом «Знание» 
В рамках XXI молодежных Дельфийских игр России прошла Шестнадцатая Международная конференция, собравшая представителей руководства федеральных, региональных, муниципальных органов власти и организаций, экспертов из регионов России, стран СНГ и дальнего зарубежья. 

В этом году мультиплатформенный подход к организации трансляций позволил зрителям следить за событиями Дельфийских игр в наиболее привычной для каждого информационной среде – на телеканале («Матч! Игра»), порталах («Культура.рф», IZVESTIA, Орфей), видеохостинге RUTUBE, в социальной сети ВКонтакте или мессенджере (Телеграм-канал Дельфийские игры), – тем самым повышая доступность искусства и расширяя аудиторию творческого контента.
По результатам официального командного первенства 6 место завоевала делегация Иркутской области, 5 место – Пермского края, 4 место – Московской области, 3 место – Самарской области, 2 место – Новосибирской области, 1 место – Красноярского края.

## XXII (2023, Саратовская область)
С 21 по 26 апреля 2023 года в Саратовской области состоялись XXII молодёжные Дельфийские игры России. Ранее, в 1999 году здесь проходили Первые Российские молодёжные Дельфийские игры, а в 2008 году — Вторые всемирные Дельфийские игры.
В Играх 2023 года приняли участие 2516 человек в составе делегаций из 80 субъектов Российской Федерации, в числе которых новые регионы: Донецкая Народная Республика, Луганская Народная Республика, Запорожская и Херсонская области.
В этом году конкурсная и фестивальная программа была расширена и включила в себя новые номинации: «Историческое просвещение», организуемая при поддержке Российского исторического общества и «Аналитика трендов», проводимая в рамках сотрудничества с ВЦИОМ и ставшая модифицированной версией «Визуализации и презентации научного исследования».
В рамках XXII молодёжных Дельфийских игр России состоялась презентация двух новых номинаций научно-исследовательского направления, которые планируется организовать в рамках последующих всероссийских Игр: «Радиобиология», а также языковедческие состязания.
Лауреатам, завоевавшим первые, вторые и третьи места в возрастных группах номинаций, были вручены золотые, серебряные и бронзовые медали. В ряде дисциплин вручались специальные призы от партнеров: Российского исторического общества, реставрационно-производственного центра духовых инструментов «Музыкальное Ателье Гончарова», компании ударных музыкальных инструментов «Синкопа».
В рамках XXII молодёжных Дельфийских игр России прошла Международная конференция, собравшая представителей Греческой Республики, Китайской Народной Республики, Кыргызской Республики и Российской Федерации. Разработки воспитательных практик в рамках Года педагога и наставника, Десятилетие науки и технологий, в перечень мероприятий которого входят Дельфийские игры, проекты, связанные с искусственным интеллектом, созданные научно-практическим центром Игр — все это нашло отражение в докладах спикеров.
По результатам официального командного первенства XXII молодёжных Дельфийских игр России 6 место завоевала делегация Красноярского края, 5 место — Архангельской области, 4 место — Московской области, 3 место — Самарской области, 2 место — Новосибирской области, 1 место — Саратовской области. В завершении церемонии закрытия Дельфийский флаг был передан Республике Мордовия, где в 2024 году состоятся XXIII молодёжные Дельфийские игры России.